# St. Jakobus (Jakobrettenbach)
Koordinaten: 48° 18′ 47,4″ N, 12° 10′ 15,6″ O

Innenraum mit Blick zum Chor

St. Jakobus ist eine dem Patrozinium des Heiligen Jakobus des Älteren unterstellte barocke Filialkirche am östlichen Ortsrand des Weilers Jakobrettenbach, eines Gemeindeteils der Stadt Dorfen im oberbayerischen Landkreis Erding.

## Künstlerische Gestaltung

### Architektur
Die Barockkirche von 1714 wurde mit dreiachsigem Langhaus und einachsigem halbrunden Chor errichtet. Beim Bau wurde das Mauerwerk eines gotischen Vorgängerbaus miteinbezogen.
Die beiden Glocken wurden 1927 und 1929 in Erding gegossen.

### Innenraum
Der zweisäulige Hochaltar ist ein ehemaliger Seitenaltar aus der ebenfalls zur Pfarrei Maria Dorfen gehörenden Filialkirche St. Leonhard in Kienraching, wie auch der Hochaltar in der Marktkirche St. Veit in Dorfen.
Im Zentrum des Hochaltars steht der Hl. Jakobus, umgeben von Figuren der Heiligen Martin und Wolfgang.
Im Langhaus sind nur noch die Gemälde von 1873 des Dorfener Malers Ludwig Hack der beiden Seitenaltäre erhalten. Das nördliche zeigt den Heiligen Stephanus, das südliche das Jesuskind mit den Vierzehn Nothelfern.

Hochaltar
Kruzifix mit Kreuzwegbildern
Ehemaliges Seitenaltarbild Vierzehn Nothelfer
Chorgewölbe

### Außenraum
Der Kirche südlich vorgelagert ist der Kirchfriedhof von Jakobrettenbach. Das circa 1100 m² große Areal ist von einer circa 120 m langen Mauer umgeben.